# Trastorno narcisista de la personalidad
El trastorno narcisista de la personalidad es un trastorno de la personalidad listado en el DSM IV (1995), dentro del grupo B (como desórdenes dramáticos, emocionales, erráticos o eróticos), conocido históricamente como megalomanía.

## Diagnóstico según el DSM
Según el Manual diagnóstico y estadístico de los trastornos mentales, tanto en su cuarta edición (DSM IV; 1995-2013) como en su quinta edición (DSM-5; 2013-actualidad),  el trastorno narcisista de la personalidad presenta un patrón general de grandiosidad (en la imaginación o en el comportamiento), una necesidad de admiración y una falta de empatía, que empiezan al principio de la edad adulta y que se dan en diversos contextos. 
En el DSM-5, este trastorno es categorizado como un trastorno de personalidad del Grupo B. Las personas con trastornos de personalidad en esta sección a menudo parecen dramáticas, emocionales o erráticas. El trastorno narcisista se caracteriza por un patrón de toda la vida de sentimientos exagerados de autoimportancia, una ansia excesiva de ser admirado, y una capacidad disminuida de empatizar con los sentimientos de otras personas. Existe en este trastorno un sentido frágil del yo que se convierte en la idea de que se es excepcional.
Este diagnóstico, como otros trastornos de la personalidad, debe ser hecho por un profesional calificado en una entrevista clínica. Tanto el DSM IV como el DSM-5, el diagnóstico de trastorno narcisista de la personalidad requiere que se posean al menos cinco de los siguientes nueve criterios:
1. Un sentido grandioso o pomposo de la propia importancia (exagerar logros y talentos, esperar ser reconocido como superior sin tener logros proporcionales)
2. Estar absorto en fantasías de éxito poder, brillantez, belleza, o amor ideal ilimitados.
3. Creerse «especial» y único, y que sólo se puede ser comprendido por, y sólo debería juntarse con, otras personas especiales o de alto estatus personal o institucional.
4. Requerir excesiva admiración de parte de otros.
5. Ser muy pretenciosos y sentirse merecedor de tratos favorables especiales o privilegiados de manera exagerada y no equitativa de sus propios derechos. Pensar que se le debe todo y que otros deben cumplir automáticamente con sus expectativas.
6. Ser explotador en las relaciones interpersonales. Aprovecharse de los demás para conseguir los propios fines (esperar que se les dé todo lo que desee, sin importar lo que ello suponga para los demás, y pueden asumir que los demás están totalmente interesados en su bienestar).
7. Carecer de empatía y ser reacio a reconocer o identificar las necesidades y sentimientos de los demás.
8. Ser a menudo envidioso de los demás o creer que los demás les tienen envidia (pueden llegar a denigrar a personas que hayan recibido una felicitación al pensar que ellos son más merecedores de la misma).
9. Mostrar actitudes y comportamientos arrogantes y altivos o prepotentes.

## Subtipos
Si bien los criterios diagnósticos para el trastorno en el DSM-5 han sido vistos como homogéneos, hay una variedad de subtipos usados para propósitos de clasificación. No hay mayor consenso respecto a cuántos de estos subtipos existen, si bien hay aceptación general de que hay al menos dos: narcisismo grandioso, ostentoso o manifiesto, y narcisismo vulnerable o encubierto. Sin embargo, ninguno de estos subtipos son reconocidos en el DSM-5 o en el CIE-11.
Podemos hablar de:
- Narcisista maligno: presenta similitudes con el psicópata, caracterizado por el egocentrismo y por la crueldad, implicado en conductas de violencia grave.
- Narcisista arrogante: caracterizado por fantasías grandiosas y por desprecio a la sociedad. Puede estar implicado en conductas de abuso sexual.
- Narcisista compensador: intenta reparar su baja autoestima mediante la búsqueda de un reconocimiento social a través de la violencia y las conductas ilegales. Con frecuencia presenta antecedentes de ansiedad y depresión.

### Subtipos verificados empíricamente
Algunas investigaciones han indicado la existencia de tres subtipos de trastorno narcisista de personalidad, que pueden distinguirse en términos de síntomas, comorbilidad y otros criterios clínicos. Los tres subtipos son los siguientes:
Grandioso (Ostentoso)/Malicioso: este grupo muestra grandiosismo, un sentido de que se les debe un trato especial, explotación y manipulación interpersonales, búsqueda de poder y control, falta de empatía y de remordimiento, y una marcada irritabilidad y hostilidad.Se destacaron en este grupo niveles altos de trastornos comórbidos de personalidad antisocial y paranoide, abuso de sustancias, trastornos de externalización, desempleo y mayor probabilidad de violencia.Russ y cols., encontraron de manera notable que este grupo «no parece sufrir de sentimientos subyacentes de inadecuacía ni ser propenso a estados afectivos negativos diferentes a la rabia», observación que ha sido corroborada por investigación reciente que encontró que este subtipo muestra fuertes asociaciones inversas con rasgos depresivos, ansiosos-evitativos, y dependientes/victimizados.
Frágil (Vulnerable)/Encubierto: Este subtipo se define por sentimientos de vergüenza, envidia, resentimiento e inferioridad (que a menudo se «enmascara» como arrogancia), un sentido de que se les debe un trato especial, una creencia de que nadie los entiende o nadie los aprecia, y una reactividad excesiva a desprecios o críticas. Este subtipo está asociado con niveles elevados de distrés psicológico y trastornos comórbidos de depresión, ansiedad, y trastornos de personalidad evitativo, limítrofe, y dependiente.
Exhibicionista: Un tercer subtipo, inicialmente propuesto por el psiquiatra Glen Gabbard, ha sido descrita como «narcisistas de alto funcionamiento [que] eran ostentosos, competitivos, buscadores de atención y sexualmente provocativos; tendían a mostrar un funcionamiento adaptativo y a usar sus rasgos narcisistas para tener éxito».Este grupo parece tener relativamente pocos problemas psicológicos y tasas altas de trastorno obsesivo-compulsivo de la personalidad. Se ha señalado a su perfeccionismo obsesivo como una causa potencial de su deterioro.

## Diagnóstico diferencial
En ocasiones, el trastorno narcisista de la personalidad suele ser confundido con el trastorno histriónico de la personalidad. En ambos trastornos es característico la búsqueda de atención de los demás; no obstante, y a diferencia del trastorno histriónico, la persona narcisista realizará dicha búsqueda de atención a través de la admiración ya que detestan desempeñar acciones amables para llamar la atención. 

## Causas
No se sabe cuál es la causa del trastorno de la personalidad narcisista. Al igual que el desarrollo de la personalidad y de otros trastornos de salud mental, probablemente, la causa de este trastorno sea compleja. Sin embargo, puede asociarse con lo siguiente:
- Entorno: malas relaciones entre padres e hijos, ya sea por exceso de devoción o exceso de críticas que no están en sintonía con la experiencia del niño.
- Genética: características heredadas.
- Neurobiología: la conexión entre el cerebro, la conducta y el pensamiento.

## Comorbilidad o morbilidad asociada
Las personas con trastorno narcisista de la personalidad deben mantener ese carácter narcisista, puesto que, en el caso de que ese narcisismo decaiga, esto puede desencadenar otros problemas o enfermedades, como estado de ánimo depresivo o aislamiento social, y esto es debido a la gran autocrítica que tienen o a sentimientos de vergüenza o desprecio.
Por el contrario, en las etapas de mayor narcisismo, pueden ir vinculados con un humor hipomaníaco, es decir, un ánimo muy elevado, hiperactivo, que puede llegar a ser irritable.
En las personas jóvenes se pueden observar también relaciones entre este trastorno y los trastornos por uso de sustancias o anorexia nerviosa. Además, hay algunos otros trastornos de personalidad que pueden vincularse con este trastorno narcisista de la personalidad, como son el trastorno antisocial, el trastorno límite, el trastorno paranoide, y el trastorno histriónico de la personalidad.

## Factores de riesgo
Este tipo de trastorno comienza generalmente en la adolescencia o a principios de la edad adulta. No obstante, a pesar de que algunos niños presenten ciertos aspectos narcisistas, no significa que padecerán este trastorno, ya que pueden ser rasgos típicos de la edad.
La Teoría del Apego nos comenta acerca de la importancia entre la interacción del niño con la figura materna o paterna dentro de sus primeros años de vida. De esta forma, el estilo de apego (la manera que tiene una persona de relacionarse con los demás) estará muy influenciada por la interacción del individuo con su cuidador durante la infancia. En el caso de las personas narcisistas, su niñez suele caracterizarse por la ausencia de caricias, besos o abrazos por parte de sus progenitores, siendo frecuente que reciban la atención de estos cuando sí cumplan con los estándares establecidos por los mismos, por el contrario serán ignorados o despreciados.
Algunos investigadores consideran que, en el caso de los niños biológicamente vulnerables, puede deberse a una actitud sobreprotectora o negligente en su educación, además de la posible influencia de la genética y la neurobiología.

## Tratamiento
Generalmente, las personas con trastornos de personalidad narcisista consideran que no presentan ningún tipo de trastorno, por lo tanto, no buscan soluciones ni tratamiento.
No obstante, el tratamiento adecuado es el mismo que para todos los trastornos de personalidad. Algunos de los más destacados con la psicoterapia psicodinámica,[cita requerida] así como el tratamiento basado en la mentalización y la psicoterapia centrada en la transferencia, en los que las personas ponen a prueba sus emociones y las de los demás.[cita requerida]
Se ha descubierto que la terapia cognitivo conductual puede resultar inadecuada para las personas que sufran este trastorno,[cita requerida] debido a que mediante ella pueden incrementar y mejorar sus mecanismos y habilidades de seducción y/o persuasión sobre el otro, llevándolos a un nivel de conocimiento superior sobre la conducta humana.[cita requerida]
A pesar de esto, algunas de las personas sometidas a estos tratamientos los califican como simplistas y poco eficaces.[cita requerida]